# Magnavox Odyssey

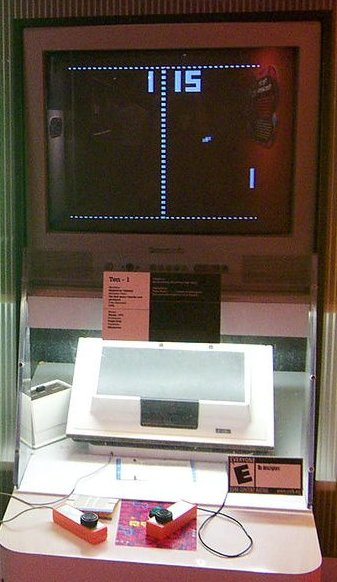
Magnavox Odyssey

Comercialitzada per la filial de Philips als Estats Units, la 'Magnavox Odyssey' és la primera videoconsola de la història. Va ser desenvolupada per Ralph Baer (sobrenomenat "el pare dels videojocs casolans") i llançada a les botigues nord-americanes a finals de l'any 1972, convertint-se en un èxit de vendes en molt poc temps.
El prototip d'aquesta consola, desenvolupat en 1968, és conegut com a "Brown Box" (Caixa Marró) entre els col·leccionistes de videojocs.
La Magnavox Odyssey va ser el primer sistema casolà de videojocs.
El 27 gener de 1972, Magnavox va començar la producció de la màquina, i el sistema va ser llançat al maig. Es van vendre aquest any 100.000 unitats a uns $ 1500 per unitat.
El llançament de l'Odyssey va generar un cas sever de la "bogeria de Pong", i companyies per tot el món van començar a desenvolupar les seves pròpies màquines.
La Magnavox Odyssey va ser venuda només en els magatzems de Magnavox, dient a més als clients que l'Odyssey treballaria només en televisions de la seva marca. Una mentida que va contribuir a la quantitat d'unitats venudes.
El 1974, l'empresa barcelonina Inter Electrónica en comercialitzà un clon amb el nom d'Overkal a un preu de vora deu mil pessetes —quasi mil euros en 2020— i huit variants del joc: encara que l'any de producció de l'Overkal és discutit, es tractaria de la primera imitació de l'Odyssey de les tres comercialitzades a tot el mon, i l'única a Europa.

## Característiques
- Els seus  jocs (vint títols diferents en total) eren d'una senzillesa extrema:  ping-pong, "tennis de taula", voleibol, etc.
- Donat el seu reduït maquinari, no tenien so i els jugadors havien de memoritzar les seves puntuacions.
- A vegades eren necessaris alguns  dispositius addicionals per a executar determinats videojocs de la plataforma.
- No contenia cap  unitat central de processament o memòria d'accés aleatori. La màquina es componia de transistor és, resistències i condensadors.
- La Odyssey utilitzava cartutxos intercanviables per als jocs, portava d'origen sis jocs de jocs, i un manual d'usuari de 36 pàgines per als dotze jocs oferts pel sistema.